# 51e cérémonie des Saturn Awards
La 48e cérémonie des Saturn Awards, officiellement nommée 51e Anniversaire des Saturn Awards, récompense les films, séries télévisées et téléfilms sortis entre juillet 2022 et septembre 2023 et les professionnels s'étant distingués durant cette période.
La cérémonie a eu lieu le 4 février 2024 à Burbank et les nominations ont été annoncées le 6 décembre 2023.

## Palmarès
Les lauréats apparaissent en gras.

### Cinéma

#### Meilleur film tiré d'un comic
- Les Gardiens de la Galaxie Vol. 3
  - Ant-Man et la Guêpe : Quantumania
  - Black Panther: Wakanda Forever
  - Blue Beetle
  - The Flash

#### Meilleur film de science-fiction
- Avatar : La Voie de l'eau
  - The Creator
  - M3GAN
  - Prey
  - Transformers: Rise of the Beasts

#### Meilleur film fantastique
- Indiana Jones et le Cadran de la destinée
  - Barbie
  - Donjons et Dragons : L'Honneur des voleurs
  - Le Manoir hanté
  - La Petite Sirène

#### Meilleur film d'horreur
- La Main
  - Barbare
  - Evil Dead Rise
  - Insidious: The Red Door
  - Renfield
  - Scream 6
  - Smile

#### Meilleur film d'action ou d'aventure
- Mission impossible : Dead Reckoning (Mission: Impossible – Dead Reckoning)
  - Bullet Train
  - Equalizer 3
  - Fast and Furious 10
  - John Wick : Chapitre 4 (John Wick: Chapter 4)
  - La Petite Sirène

#### Meilleur thriller
- Oppenheimer
  - Don't Worry Darling
  - Glass Onion : Une histoire à couteaux tirés
  - Knock at the Cabin
  - The Lesson
  - Le Menu

#### Meilleur film d'animation
- Spider-Man: Across the Spider-Verse
  - Élémentaire
  - Le Chat potté 2 : La Dernière Quête
  - Super Mario Bros. le film
  - Suzume
  - Ninja Turtles: Teenage Years

#### Meilleur film international
- Sisu : de l'or et du sang (Finlande)
  - Madeleine Collins (France)
  - The Missing (Philippines)
  - L'Origine du mal (Canada)
  - Ransomed (Corée du Sud)
  - Ne dis rien (Danemark)

#### Meilleure réalisation
- James Cameron pour Avatar : La Voie de l'eau
  - Greta Gerwig pour Barbie
  - James Gunn pour Les Gardiens de la Galaxie Vol. 3
  - James Mangold pour Indiana Jones et le Cadran de la destinée (Indiana Jones and the Dial of Destiny)
  - Mark Mylod pour Le Menu
  - Christopher Nolan pour Oppenheimer
  - Danny & Michael Philippou pour La Main

#### Meilleur scénario
- Avatar : La Voie de l'eau – James Cameron, Rick Jaffa et Amanda Silver
  - Barbie – Noah Baumbach et Greta Gerwig
  - Le Menu – Seth Reiss et Will Tracy
  - Mission impossible : Dead Reckoning (Mission: Impossible – Dead Reckoning) – Erik Jendresen et Christopher McQuarrie
  - Oppenheimer – Christopher Nolan
  - Pearl – Ti West et Mia Goth

#### Meilleur acteur
- Harrison Ford pour le rôle d'Indiana Jones dans Indiana Jones et le Cadran de la destinée
  - Ralph Fiennes pour le rôle de Chef Julian Slowik dans Le Menu
  - Ben Kingsley pour le rôle de Milton Robinson dans Jules
  - Cillian Murphy pour le rôle de Robert Oppenheimer dans Oppenheimer
  - Chris Pratt pour le rôle de Peter Quill / Star-Lord dans Les Gardiens de la Galaxie Vol. 3
  - Keanu Reeves pour le rôle de John Wick dans John Wick : Chapitre 4 (John Wick: Chapter 4)
  - Sam Worthington pour le rôle de Jake Sully dans Avatar : La Voie de l'eau

#### Meilleure actrice
- Margot Robbie pour le rôle de Barbie dans Barbie
  - Viola Davis pour le rôle de Général Nanisca dans The Woman King
  - Mia Goth pour le rôle de Pearl dans Pearl
  - Amber Midthunder pour le rôle de Naru dans Prey
  - Zoe Saldaña pour le rôle de Neytiri dans Avatar : La Voie de l'eau
  - Anya Taylor-Joy pour le rôle de Margot Millis / Erin dans Le Menu

#### Meilleur acteur dans un second rôle
- Nicolas Cage pour Renfield

#### Meilleure actrice dans un second rôle
- Emily Blunt pour Oppenheimer

#### Meilleur jeune acteur
- Xolo Maridueña pour Blue Beetle

#### Meilleurs décors
- Sarah Greenwood pour Barbie

#### Meilleur montage
- Jennifer Lame pour Oppenheimer

#### Meilleure musique
- Indiana Jones et le Cadran de la destinée (Indiana Jones and the Dial of Destiny) – John Williams

#### Meilleurs costumes
- Jacqueline Durran pour Barbie

#### Meilleur maquillage
- Donald Mowat pour The Covenant : Mission en Afghanistan

#### Meilleurs effets visuels/spéciaux
- Avatar : La Voie de l'eau

#### Meilleur film indépendant
- Pearl

#### Meilleure sortie média domestique 4K
- John Wick : Chapitre 4 (John Wick: Chapter 4)

### Télévision

#### Meilleure série de science fiction
- Star Trek: Picard

#### Meilleure série fantastique
- Mercredi (Wednesday)

#### Meilleure série d'horreur
- The Last of Us

#### Meilleure série d'action ou thriller
- Outlander

#### Meilleur acteur de télévision
- Patrick Stewart dans Star Trek: Picard

#### Meilleure actrice de télévision
- Caitriona Balfe pour Outlander

#### Meilleur acteur de télévision dans un second rôle
- Jonathan Frakes pour Star Trek: Picard

#### Meilleure actrice de télévision dans un second rôle
- Jeri Ryan pour Star Trek: Picard

#### Meilleur jeune acteur de télévision
- Jenna Ortega pour Mercredi

#### Meilleur artiste invité
- Paul Wesley pour le rôle de James Tiberius Kirk dans Star Trek: Strange New Worlds
  - Gael García Bernal pour le rôle de Jack Russell / Werewolf by Night dans Werewolf by Night
  - Giancarlo Esposito pour le rôle de Moff Gideon dans The Mandalorian
  - Nick Offerman pour le rôle de Bill dans The Last of Us
  - Amanda Plummer pour le rôle de Vadic dans Star Trek: Picard
  - Andy Serkis pour le rôle de Kino Loy dans Andor
  - Catherine Zeta-Jones pour le rôle de Morticia Addams dans Mercredi